# Bodești
Bodesti là một xã thuộc hạt Neamț, România. Dân số thời điểm năm 2002 là 5184 người.